# Antiprisme carré
 (novembre 2024).
En géométrie, l'antiprisme carré est le deuxième solide de l'ensemble infini des antiprismes. Celui-ci peut être regardé comme un prisme carré droit dont on a opéré une fraction de tour sur une des deux faces carrées supérieure ou inférieure pour faire coïncider[pas clair] un sommet avec le milieu de l'arête correspondante. Ce qui a pour résultat une suite de triangles en nombre pair sur les côtés, et deux faces carrées supérieure et inférieure.
Si toutes ses faces sont régulières, c'est un polyèdre semi-régulier.

## Exemples

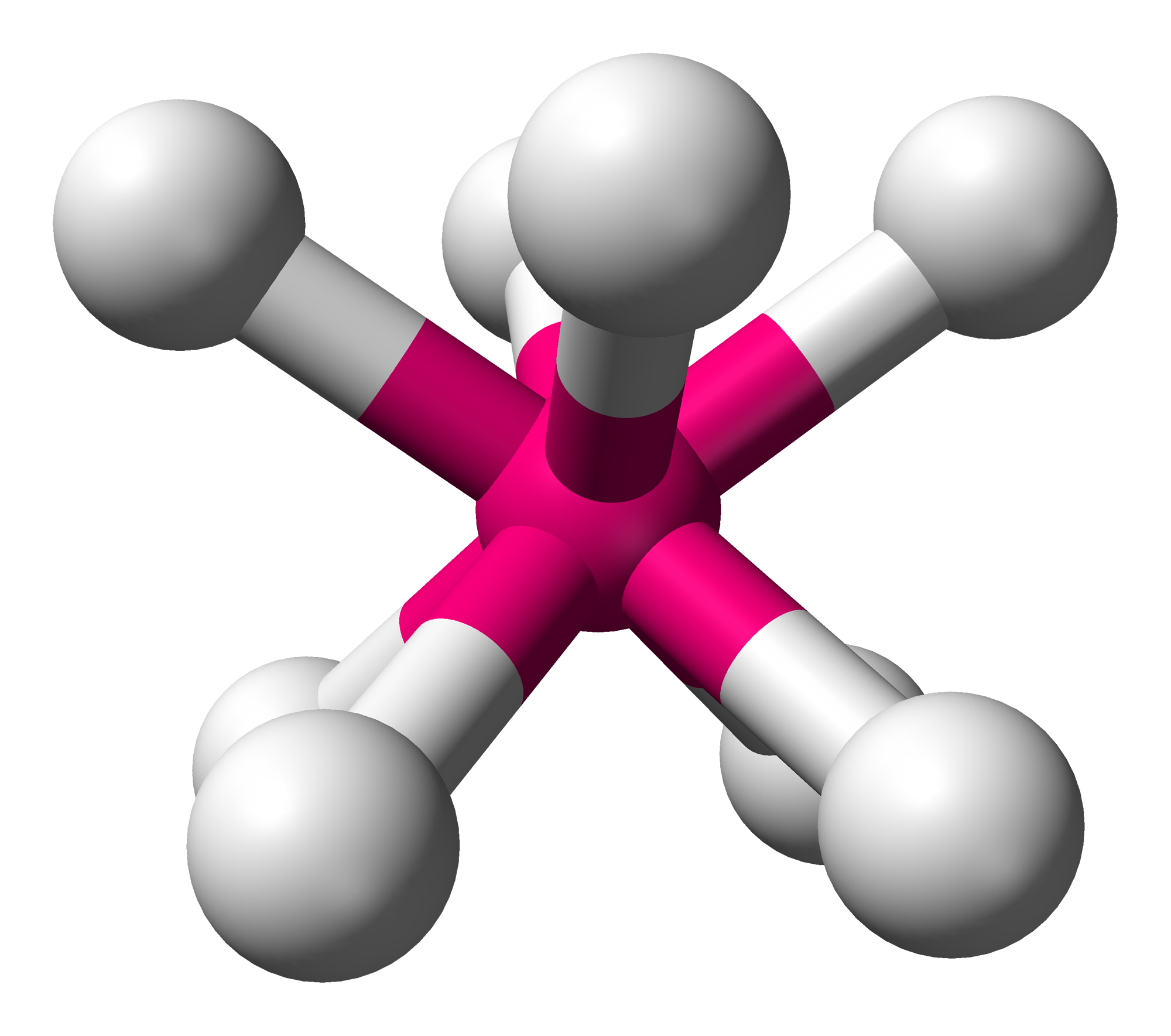
Géométrie moléculaire antiprismatique carrée
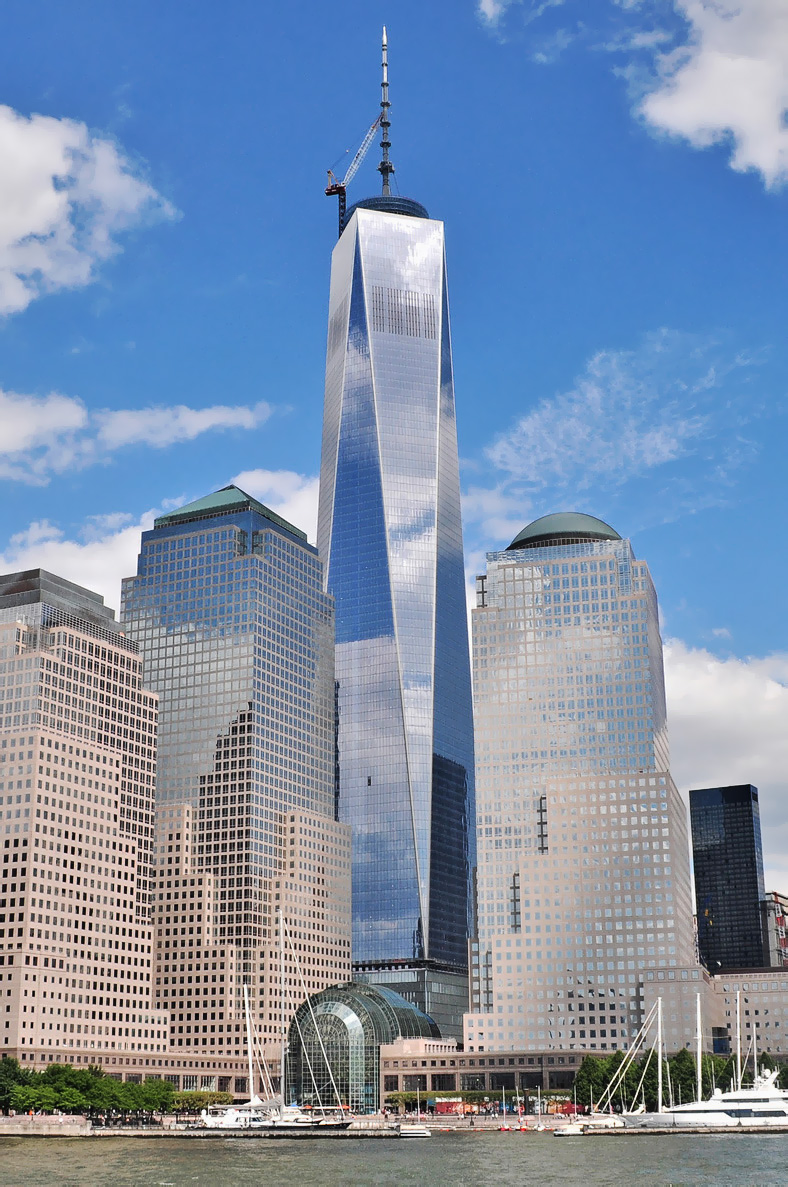
Bâtiment One World Trade Center
Antiprisme carré (Matemateca Ime-Usp)
Antiprisme carré tordu (Matemateca Ime-Usp)